# Tarrasbüchse

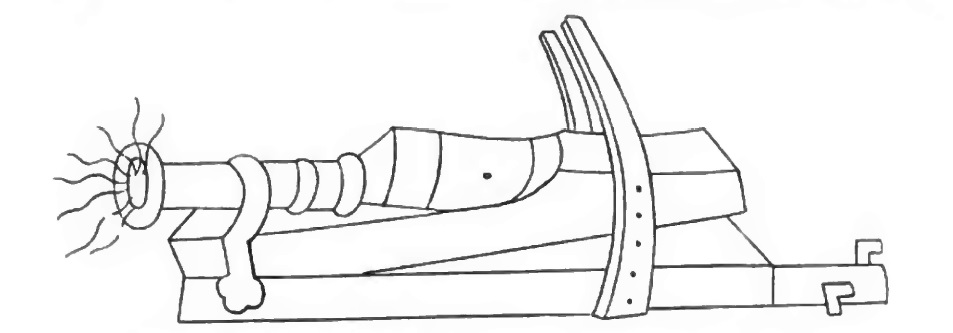
Tarrasbüchse als Lotbüchse mittleren Kalibers mit verstärkter Kammer

Eine Tarrasbüchse ist eine kleinere spätmittelalterliche Kanone des 15. Jahrhunderts.

## Begriff
Der Begriff der Tarrasbüchse ist ab 1411 nachgewiesen. Er wird zurückgeführt auf den tschechischen Begriff tarras (= Bollwerk, Schirm) oder den französischen Ausdruck terrace für Erdwall. Die Schreibweise war vielfältig (tarrasbuchsen, tarasbuchsen, tarraßpüchsen, terris-büchsen, törris püchsen ….) und daraus entstandene Verballhornungen (z. B. Daressenbüchse). Der Begriff leitet sich ab aus der Verwendung dieser Kanonen auf Erdwällen, wobei sie teilweise auch durch Schirme (große Holzschilde) gedeckt wurden (Schirmbüchse). Sie wurden jedoch auch auf Mauern und Türmen eingesetzt.

## Geschichte und Entwicklung
Zu Beginn des 15. Jahrhunderts war die Tarrasbüchse als kleine Steinbüchse ausgebildet und entwickelte sich später zu einer großen Lotbüchse. Sie war größer und schwerer als Handbüchsen (speziell: Wallbüchsen) aber über kurze Strecken durch die Bedienmannschaft zu transportieren, damit auch während eines Gefechtes der Standort gewechselt und die Büchse neu ausgerichtet werden konnte. Später wurde die Beweglichkeit durch die Anbringung von kleinen Scheibenrädern und dann durch etwas größere Speichenräder verbessert. Im Unterschied zu Karren- oder Wagenbüchsen mussten auch die Tarrasbüchsen mit kleinen Rädern für weitere Transporte auf Büchsenwagen verladen werden, da sie nicht geländegängig und zu langsam waren. Die Tarrasbüchsen hatten kürzere Rohre (1 m bis 1,3 m) mit einem Durchmesser von 40 bis 46 Millimetern und konnten aus Eisen oder Bronze gegossen sein. Die Büchsen hatten eine Reichweite von ca. 250 Metern. Das Gewicht der Kugeln wird mit 100 bis 500 Gramm angegeben.
Feuerwaffen und darunter auch eine Frühform der Tarrasbüchsen (Tarasnitze) wurden zunächst von den Hussiten in großem Umfang eingesetzt und dann auch von den kaiserlichen und Reichstruppen in den Hussitenkriegen. Tarrasbüchsen fanden im ganzen 15. Jahrhundert Verwendung. Die Tarrasbüchse ist eine Vorläuferin der späteren leichten Feldgeschütze.